# 박달동
박달동(博達洞)은 경기도 안양시 만안구의 법정동이다.
경기도 광명시 일직동과 접하고 있으며, 광명역에서도 멀지 않다.

## 개요
박달동은 지리적으로 안양천과 박달로를 끼고 있으며, 자연발생 주거지역으로 단독 및 공동주택 밀집지역이다. 박달재래시장을 중심으로 상권이 형성된 서안양의 경제, 교통의 중심 지역이기도 하다.

## 연혁
- 조선전기 : 금천현 현내면 박달리
- 1795년 정조 : 시흥현 현내면 박달리
- 1895년 고종 : 시흥군 군내면 박달리
- 1914년 3월 1일 : 시흥군 서면 박달리
- 1963년 1월 1일 : 시흥군 안양읍 박달리(안양읍에 편입)
- 1973년 7월 1일 : 안양시 박달동(市 승격)
- 1989년 5월 1일 : 안양시 만안구출장소 박달동(출장소 설치)
- 1992년 10월 1일 : 안양시 만안구 박달동(區 승격)
- 1994년 7월 1일 : 박달동에서 박달1, 2동으로 분동됨.[1]
- 2025년 7월 1일 : 박달1동에서 박달동으로 변경

## 교육 기관
- 박달초등학교
- 삼봉초등학교